# Морелли, Жуан
Жуан Морелли Нето (порт. João Morelli Neto; 11 марта 1996, Сан-Паулу) — бразильский футболист, нападающий канадского клуба «Галифакс Уондерерс».

## Биография
Воспитанник футбольного клуба «Итуано». В 2015 году перешёл в английский «Мидлсбро», где выступал только за младшие команды. За команду до 23-х лет в 2016—2018 годах сыграл в 11 матчах и забил 2 гола.
В 2017 году был отдан в аренду в эстонскую «Левадию». Дебютный матч в чемпионате Эстонии сыграл 18 марта 2017 года против «Пайде ЛМ», заменив на 63-й минуте Евгения Кобзаря, а на 89-й минуте с пенальти впервые отличился голом. 5 августа 2017 года в игре против «Пайде» впервые сделал хет-трик. Всего за сезон забил 16 голов и вошёл в десятку лучших бомбардиров чемпионата, а также завоевал со своим клубом серебряные медали.
В январе 2018 года перешёл в английский клуб «Флитвуд Таун», но ни разу не вышел на поле. В августе 2018 года вернулся в «Итуано», в его составе сыграл 9 матчей и забил 2 гола в Кубке Паулиста.
С 2019 года снова играл за «Левадию». Стал серебряным призёром чемпионата Эстонии 2019 года и вошёл в десятку лучших бомбардиров сезона с 11 голами.
25 февраля 2020 года подписал контракт с клубом Канадской премьер-лиги «Галифакс Уондерерс». Свой дебют за «Уондерерс», 15 августа 2020 года в матче стартового тура сезона 2020 против «Пасифика», отметил голом, реализовав пенальти. Вице-чемпион Канады 2020 года.